# Nicolai Hansen
Nicolai Hansen (* 2. Juni 1982 in Odense) ist ein ehemaliger dänischer Handballspieler.

## Karriere
Nicolai Hansen begann als 12-Jähriger bei Korup IF mit dem Handballspielen. Über die Zwischenstation Bolbro G&IF gelangte der Kreisläufer zu DHG, mit dem er im Jugendbereich zweimal den 3. Platz bei den dänischen Meisterschaften belegte. Anschließend war er für GOG, Otterup und Bjerringbro FH aktiv.
2005 wechselte Hansen zum Viborg HK. Mit Viborg wurde er 2007 Vizemeister. Im selben Jahr wechselte er nach Deutschland zum Zweitligisten HC Empor Rostock, den er nach nur einem Jahr in Richtung Bern verließ. 2009 kehrte er nach Viborg zurück. Nachdem seine damalige Lebensgefährtin Anja Althaus, die in der Damenmannschaft von Viborg spielte, im Sommer 2012 nach Deutschland wechselte, heuerte Hansen beim deutschen Zweitligisten ThSV Eisenach an. Mit Eisenach lief er in der Saison 2015/16 in die Bundesliga auf. Nach der Saison 2016/17 beendete Hansen seine Karriere. Im Dezember 2017 wurde er vom ThSV nochmals bis zum Saisonende 2017/18 reaktiviert.
Nicolai Hansen bestritt neun Länderspiele für die dänische Jugend-Nationalmannschaft, in denen er sieben Treffer erzielte. Anschließend absolvierte er 34 Spiele für die dänische Junioren-Nationalmannschaft, in denen er 67 Treffer erzielte. Mit der Junioren-Auswahl wurde er 2003 Vizeweltmeister.
Hansen war zwischen 2019 und 2020 beim Thüringer Handball-Verband als Auswahltrainer tätig. Zur Saison 2020/21 übernahm Hansen das Co-Traineramt beim Northeimer HC, das er bis zum Saisonende 2021/22 innehatte.